# Sai (Orne)
Sai – miejscowość i gmina we Francji, w regionie Normandia, w departamencie Orne.
Według danych na rok 1990 gminę zamieszkiwało 199 osób, a gęstość zaludnienia wynosiła 39 osób/km² (wśród 1815 gmin Dolnej Normandii Sai plasuje się na 687. miejscu pod względem liczby ludności, natomiast pod względem powierzchni na miejscu 878.).